# Ela Stein-Weissberger

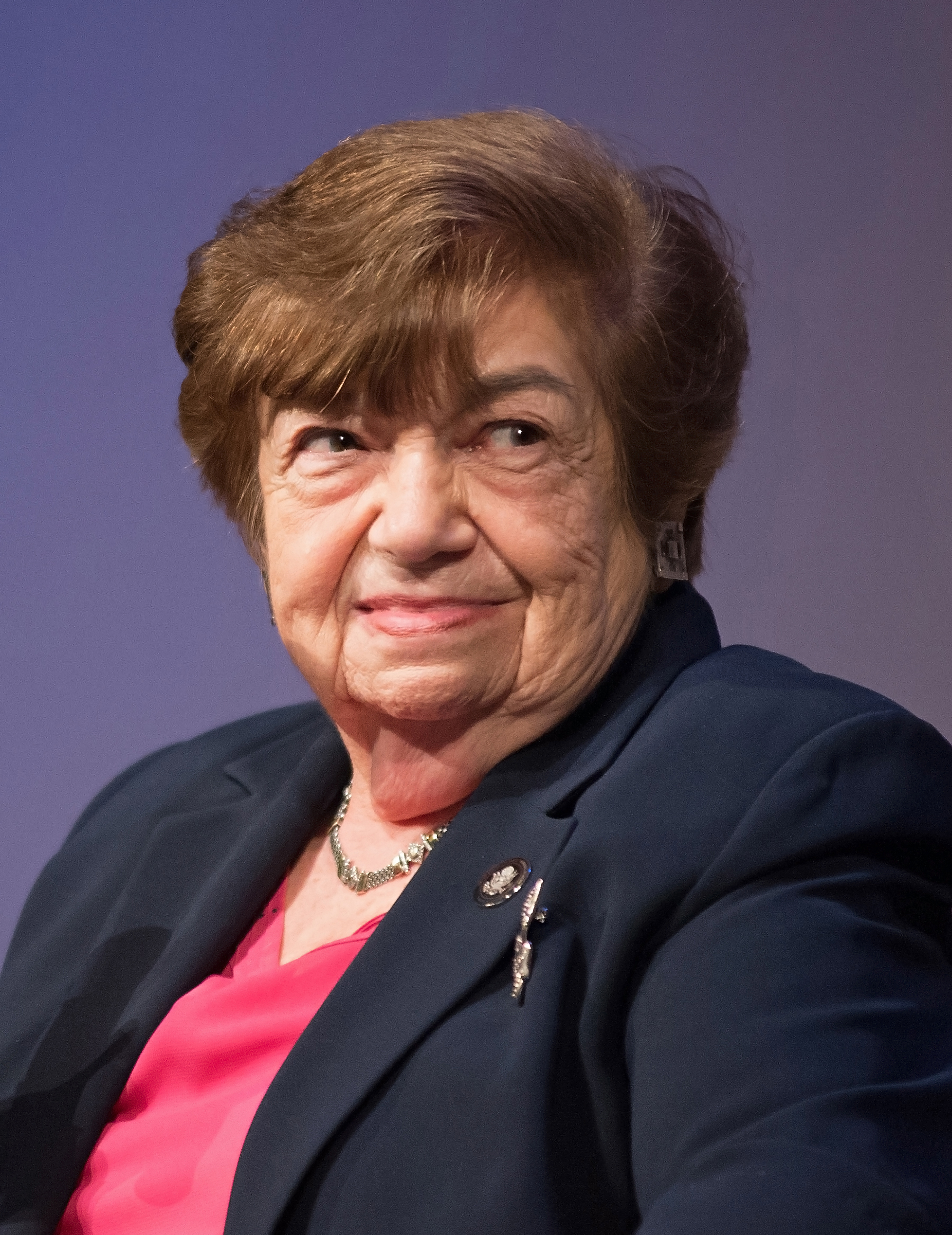
Ela Stein-Weissberger (2013)

Ela Stein-Weissberger (geboren am 30. Juni 1930; gestorben am 30. März 2018) war eine Überlebende des Holocaust. Sie trat als Zeitzeugin international auf, wirkte in mehreren Dokumentarfilmen mit und wurde vor allem durch ihre Rolle der Katze in der Kinderoper Brundibár bekannt.

## Leben
Ela Stein-Weissberger wurde in einer kleinen Stadt im Sudetenland geboren. Im Alter von 11 Jahren wurde sie gemeinsam mit ihrer Mutter, ihrer Großmutter, einem Onkel und ihrer vier Jahre älteren Schwester nach Theresienstadt deportiert. Sie nahm als Kind an allen Aufführungen der Kinderoper Brundibár im KZ Theresienstadt teil und trat zuletzt mehr als 70 Jahre später im Jahr 2018 bei einer Galaaufführung der Oper durch die Terezín Music Foundation auf. Stets spielte sie die Rolle der Katze. Auch an der Aufführung von Brundibár für das Internationale Komitee vom Roten Kreuz (IKRK) 1944 nahm Ela Stein-Weissberger teil. Ela Stein-Weissberger ist in dem NS-Propagandafilm Theresienstadt. Ein Dokumentarfilm aus dem jüdischen Siedlungsgebiet zu sehen. Ihre Erinnerungen an die Zeit des Holocaust sind in dem 2006 erschienenen Buch The Cat with the Yellow Star: Coming of Age in Terezin festgehalten, das sie zusammen mit Susan Goldmann Rubin verfasste.  In dem Buch Die Mädchen von Zimmer 28 von Hannelore Brenner-Wonschick findet sie Erwähnung. Ela Stein-Weissberger zog nach der Befreiung 1945 gemeinsam mit ihrer Mutter zunächst nach Prag. Da sie allerdings nicht unter dem kommunistischen Regime leben wollte, emigrierte sie nach Israel, wo sie für den Nachrichtendienst der Marine arbeitete, heiratete und eine Tochter gebar. 1959 zog die Familie in die USA, dort arbeitete Ela Stein-Weissberger als Grafikerin und Innenarchitektin. Seit den 1980er Jahren reiste sie als Zeitzeugin durch die USA und andere Länder.